# Association belge de football en salle
L’Association belge de football en salle (A.B.F.S.) est la fédération belge de futsal. Elle gère une compétition nationale, et héberge deux ligues (francophone et néerlandophone) qui regroupent environ 1 800 clubs et 45 000 affiliés.

## Histoire
Le 13 ou 17 janvier 1968, l'Association belge de football miniature en salles (Belgische Zaalen Miniatuur Voetbal Bond, BZMVB) est fondée à Bruges. Elle  est  initiée par  Roger  Windels, le  président  de  la  « Fédération des activités de loisirs », Endre Gaal, Germain Costenoble et Benny Devillers. Financièrement, la fédération des « temps libres » finance jusqu’en 1970 le développement de ce qui deviendra l’« Association Belge de Football en salle ». La  nouvelle  fédération est  directement reconnue par le Comité olympique belge.
Dès lors, un championnat de Belgique est créé et organisé conjointement entre l’ABFS et la Fédération belge de football (URBSFA) pendant près de 23 ans.
Il faut attendre le 11 janvier 1975 pour qu’une première rencontre URBSFA-ABFS ait lieu. La  première  convention  entre  la  fédération  de  football (URBSFA) et  la fédération  de  futsal (ABFS) est signée  le  2  juin  1976. Elle a pour  but d’interdire à certains joueurs de football la pratique du futsal.
En juin 1977, l’ABFS se scinde pour satisfaire aux exigences des décrets communautaires,. L'organe principal paritaire garde le nom d"ABFS tandis que les deux ligues se nomment Ligue francophone de football en salle (LFFS) et Vlaamse Zaalvoetbalbond VZW (VZVB),. Ces dernières sont autonomes avec leur propre siège, reconnues par le C.O.I.B. et par, respectivement l’ADEPS et le BLOSO.
En fin d'année 1991, une autre scission intervient l'ABFS et l'URBSFA et donne naissance à deux championnats nationaux indépendants.
L'ABFS est affiliée a l'UEFS. Elle a perdu la reconnaissance de l'AMF en 2017 en refusant d'intégrer la confédération européenne officielle, la Futsal European Federation (FEF). N'ayant pas intégré la FEF, elle n'est de facto plus reconnue par l'AMF à partir de septembre 2017.

## Organisation
L'assemblée générale de l'ABFS est composée de 40 membres effectifs (20 de chaque ligue). Elle élit 12 administrateurs (6 de chaque ligue) qui forment le Comité Exécutif National. La présidence est alternée tous les trois ans.
Les compétences de l'ABFS sont les suivantes :
- Rédaction et modification des statuts nationaux et des divers règlements ;
- Organisation du championnat et de la coupe nationale ;
- Relations internationales ;
- Équipes nationales ;
- Relations publiques et le sponsoring[2].

Il y a huit commissions permanentes et d'autres temporaires. Les commissions fixes sont composées chacune de six membres (3 par ligue).

## Compétitions
L’association belge de football en salle (ABFS) gère le championnat national de cent clubs. Les deux ligues organisent les championnats provinciaux.
Dans chaque province, sont également organisés des championnats féminins, de jeunes (de diablotins à juniors) ainsi que de nombreuses confrontations inter-scolaires (pour écoles primaires, secondaires et supérieures).

## Équipe nationale
La fédération dispose d’une équipe nationale qui participe à diverses rencontres sur le plan mondial et européen.
Depuis 2022, l'ABFS est membre de l'Association des Fédérations Européennes de Futbol de Salon (AFEFS) au niveau européen et de l'Association Mundial de Futsal (AMF) au niveau international.